# Masahiko Kimura
Masahiko Kimura (10. september 1917 – 18. april 1993) var en japansk judokæmper, der er efter manges mening var en af de største judokæmper nogensinde.